# Wanting Qu
Pour les articles homonymes, voir Qu.
Wanting Qu (1984-) est une pianiste et chanteuse sino-canadienne.

## Discographie
Albums :
- Everything In The World (2012)

Monoplages :
- Drenched (2012)
- You Exist In My Song (2012)
- Life Is Like A Song (2012)